# Telaprevir
Telaprevir es un medicamento que se emplea para el tratamiento de la hepatitis C. Pertenece al grupo de fármacos antivirales llamados inhibidores de la proteasa.
Actúa produciendo la inhibición de la enzima NS3 (HCV), esta enzima le resulta esencial al virus para poder multiplicarse. Telapravir está indicado para tratar las infecciones por el virus de la hepatitis C serotipo 1, no se recomienda cuando la infección está causada por otros serotipos del virus. Se administra en asociación a otros fármacos, principalmente ribavirina e interferón pegilado.

## Efectos adversos
Al igual que todos los medicamentos, el telapravir puede ocasionar efectos adversos, algunos de los más frecuentes son: Anemia, erupciones en la piel, náuseas y diarrea. Los efectos secundarios graves que se han observado han sido anemia, exantema, disminución de plaquetas en sangre (trombopenia), y disminución de linfocitos en sangre (linfopenia).